# Caso de alta traição de Musharraf
Federação do Paquistão v. General Pervez Musharraf, informalmente conhecido como caso de alta traição de Musharraf, foi um processo judicial em que o ex-presidente paquistanês e governante militar Pervez Musharraf foi julgado por alta traição decorrente de suas ações em 3 de novembro de 2007  quando ele subverteu e suspendeu a Constituição do Paquistão, demitindo quinze juízes da Suprema Corte e cinquenta e seis juízes dos Tribunais Superiores provinciais enquanto colocava o então Chefe de Justiça do Paquistão em prisão domiciliar. Foi a primeira vez na história do Paquistão que um ex-governante militar enfrentou um julgamento por traição.
Em 17 de dezembro de 2019, um tribunal especial, composto pelo Chefe de Justiça do Tribunal Superior de Peshawar Waqar Ahmed Seth, Nazar Akbar do Tribunal Superior de Sindh e Shahid Karim do Tribunal Superior de Lahore, considerou Musharraf culpado de alta traição e o sentenciou à morte. Em 13 de janeiro de 2020, o Tribunal Superior de Lahore anulou a sentença de morte.